# Epirhyssa melampyge
Epirhyssa melampyge là một loài tò vò trong họ Ichneumonidae.